# Amdahl Corporation
Amdahl Corporation foi uma empresa de tecnologia da informação especializada em mainframes compatíveis com os produtos da IBM, alguns dos quais foram considerados como supercomputadores concorrentes com os da Cray Research.  Fundada em 1970 por Gene Amdahl, ex - IBM, engenheiro de computação, mais conhecida como chefe arquiteto do System/360, tornou-se uma subsidiária da Fujitsu desde 1997. 
A empresa está localizada em Sunnyvale (Califórnia).
A Amdahl foi um dos principais fornecedores de grandes computadores (mainframe) e, mais tarde, de UNIX e sistemas abertos de software e servidores, armazenamento de dados e uma variedade de serviços de consulta e educacionais.

## Origens da empresa

Amdahl Corporation logo, de janeiro de 1976

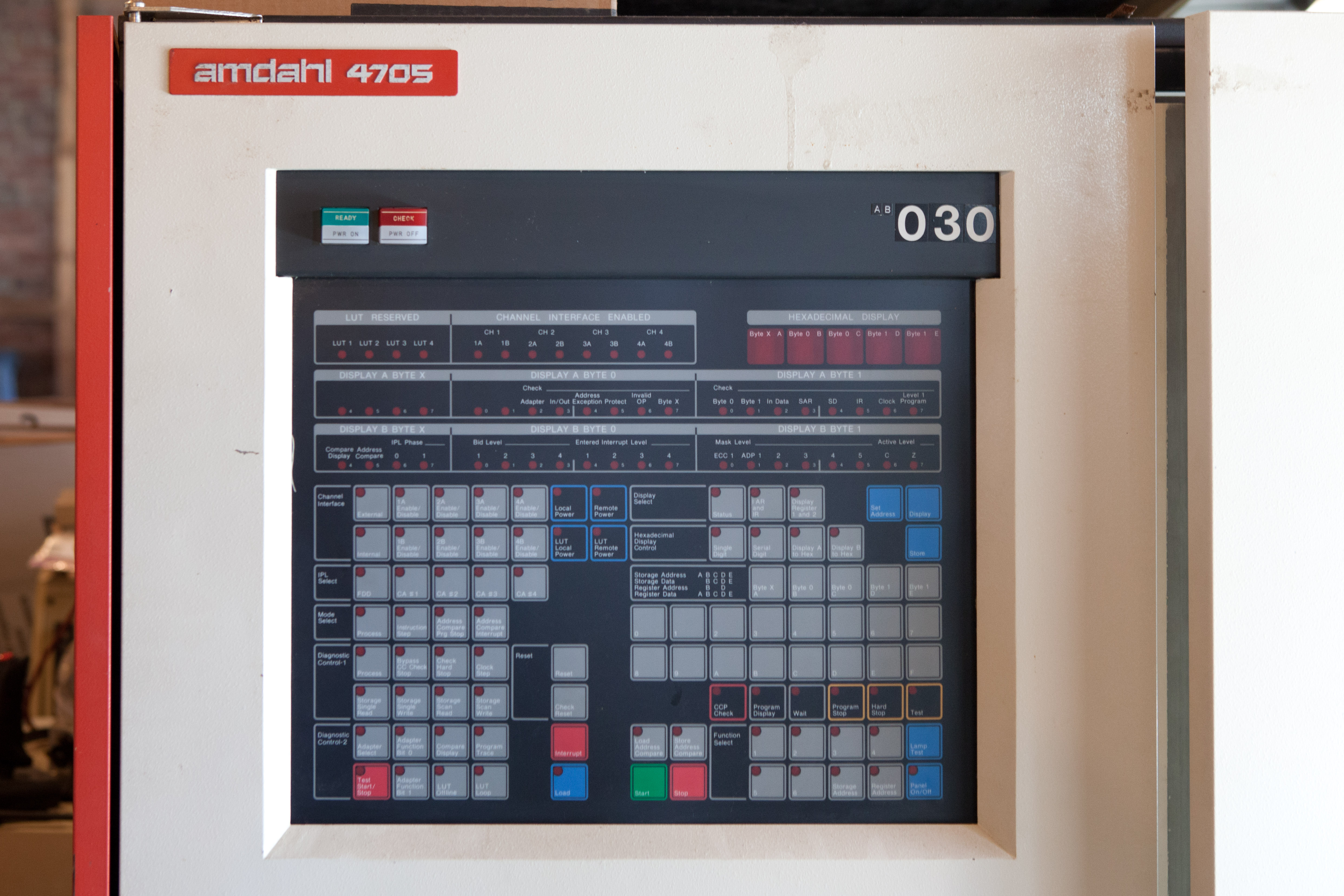
Painel frontal de um Amdahl 4705 controlador de comunicação

Amdahl lançou seu primeiro produto em 1975, o Amdahl 470/6, que competiu diretamente contra modelos high-end da IBM  System/370. No quarto de século seguinte, Amdahl e IBM competiram de forma agressiva. No seu auge, a Amdahl tinha 24% de participação de mercado, tendo sido muito beneficiada pelas disputas entre a IBM e o Departamento de Justiça dos EUA. Imposições legais antitruste garantiram que a Amdahl pudesse licenciar os mainframes da IBM  em condições razoáveis.

## Saída do mercado
Até o início de 1990, Amdahl estava sofrendo perdas de centenas de milhões de dólares por trimestre, como resultado do declínio da venda de mainframes. A administração decidiu pela demissão de 900 funcionários em 1992; 1100, no início de 1993, e 1.800 (7.400 restantes), mais tarde no mesmo ano, bem como o cancelamento do projeto em hardware passado em favor de revenda de computadores da Sun Microsystems.